# Perilissus decoloratus
Perilissus decoloratus är en stekelart som först beskrevs av Cresson 1864.  Perilissus decoloratus ingår i släktet Perilissus och familjen brokparasitsteklar. Inga underarter finns listade i Catalogue of Life.